# Pilosella castellana
Pilosella castellana é uma espécie de planta com flor pertencente à família Asteraceae. 
A autoridade científica da espécie é (Boiss. & Reut.) F.W.Schultz & Sch.Bip., tendo sido publicada em Flora 45: 425. 1862.

## Portugal
Trata-se de uma espécie presente no território português, nomeadamente em Portugal Continental.
Em termos de naturalidade é nativa da região atrás indicada.

## Protecção
Não se encontra protegida por legislação portuguesa ou da Comunidade Europeia.